# Marcelino Bravo Jiménez
Marcelino Bravo Jiménez fue un político mexicano miembro del Partido Revolucionario Institucional. Fue hijo de Antonio Bravo Gómez, antiguo líder de la Unión de Estibadores y Jornaleros del Pacífico y de Marcelina Jiménez Vázquez. Nació en 1936. Fue diputado local por el PRI en la XLVI Legislatura del Congreso del Estado de Colima. Su hijo, Sergio Marcelino Bravo ha hecho carrera política también en el PRI, siendo electo diputado de la LIII Legislatura del Congreso del Estado de Colima y candidato a Presidente Municipal de Manzanillo, Colima durante las Elecciones estatales de Colima de 2003. 